# Коронінь (комуна)
Коронінь, Короніні (рум. Coronini) — комуна у повіті Караш-Северін в Румунії. До складу комуни входять такі села (дані про населення за 2002 рік):
- Коронінь (1359 осіб)
- Сфинта-Елена (519 осіб)

Комуна розташована на відстані 350 км на захід від Бухареста, 70 км на південь від Решиці, 125 км на південь від Тімішоари.

## Населення
За даними перепису населення 2002 року у комуні проживали 1878 осіб.
Національний склад населення комуни:
| Національність | Кількість осіб | Відсоток |
| -------------- | -------------- | -------- |
| румуни         | 1355           | 72,2%    |
| чехи           | 514            | 27,4%    |
| серби          | 6              | 0,3%     |
| угорці         | 1              | 0,1%     |
| німці          | 1              | 0,1%     |
| словаки        | 1              | 0,1%     |

Рідною мовою назвали:
| Мова      | Кількість осіб | Відсоток |
| --------- | -------------- | -------- |
| румунська | 1353           | 72,0%    |
| чеська    | 513            | 27,3%    |
| сербська  | 6              | 0,3%     |
| угорська  | 3              | 0,2%     |
| німецька  | 2              | 0,1%     |
| словацька | 1              | 0,1%     |

Склад населення комуни за віросповіданням:
| Релігія                             | Кількість осіб | Відсоток |
| ----------------------------------- | -------------- | -------- |
| православні                         | 1120           | 59,6%    |
| баптисти                            | 382            | 20,3%    |
| римо-католики                       | 368            | 19,6%    |
| лютерани                            | 4              | 0,2%     |
| лютерани (Аугсбурзького сповідання) | 2              | 0,1%     |
| атеїсти                             | 1              | 0,1%     |
| не вказали релігію                  | 1              | 0,1%     |